# Хюгель, Фридрих фон
Барон Фридрих Мария Алоиз Франц Карл фон Хюгель  (нем. Friedrich Maria Aloys Franz Karl, Baron von Hügel, 5 мая 1852 г., Флоренция, Италия — 27 января 1925 г., Англия) — религиозный австрийский, английский деятель и писатель, католический богослов-самоучка и апологет. Предположительно единокровный брат атамана кубанских казаков Ф. Н. Эльстона.

## Биография
Фридрих фон Хюгель родился во Флоренции в 5 мая 1852 года в семье Карла фон Хюгеля, который служил в то время австрийским послом в Великом герцогстве Тосканы. В 1867 году, когда Фридриху фон Хюгелю было пятнадцать лет, его семья переехала в Англию, где он прожил до конца своей жизни.
В 1873 году Фридрих фон Хюгель женился на Марии Екатерине Герберт (1849—1935 гг.), которая являлась дочерью Сидни Герберта, первого барона Герберта Ли. У них родились три дочери, одна из которых стала монахиней. После начала I Мировой войны в 1914 году, будучи австрийским гражданином, Фридрих фон Хюгель был объявлен английскими властями «нежелательным иностранцем», поэтому в августе 1914 года он подал прошение для начала натурализации в Англии.
Фридрих фон Хюгель умер 27 января 1925 года.

## Богословская деятельность
Будучи богословом-самоучкой, не имея высшего образования и не закончив ни одного богословского образовательного учреждения Римско-Католической Церкви, тем не менее, Фридрих фон Хюгель наряду с Джоном Генри Ньюманом, упоминается как один из самых влиятельных католических мыслителей своего времени.
В 1920 году Фридрих фон Хюгель получил почётную степень доктора богословия Оксфордского университета. Фридрих фон Хюгель был вовлечён в богословские дискуссии, связанные с влиянием модернизма на богословскую мысль. Его богословская деятельность характеризовалась поиском примирительных отношений исторического христианства с исторической наукой, экуменизмом, философией религии и мистицизмом.

## Богословское учение
Наиболее ярким вкладом Фридриха фон Хюгеля в богословскую мысль было его учение о «трёх элементах». Человеческую душу, развитие западной цивилизации и феномен религии, являющиеся этими самыми тремя элементами, Фридрих фон Хюгель рассматривал в контексте других трёх элементов: исторического, научно-интеллектуального и мистического. Между этими шестью элементами постоянно происходит некое трение и напряжённость, которые проявляются в религиозном мировоззрении человека.
Фридрих фон Хюгель придавал большое значение мистическому элементу религии, который является импульсом для трех элементов, предупреждая, однако, не увлекаться этим импульсом в отношениях между тремя элементами.
В своих богословских работах Фридрих фон Хюгель для обоснования своего учения о трёх элементах рассматривал мистическую жизнь дореформенных святых Римско-Католической Церкви, приводил их мистическую жизнь в пример того, как три элемента получают своё развитие с помощью мистического импульса. В своих сочинениях особенным образом Фридрих фон Хюгель уделял внимание мистической жизни святой Екатерины Генуэзской, которую он раскрыл в своём известном сочинении «Мистические элементы религии». Фридрих фон Хюгель вёл обширную переписку с богословами того времени, опубликовал множество богословских сочинений.